# Markranstädt
Markranstädt är stad, belägen i Landkreis Leipzig i delstaten Sachsen i Tyskland, omkring 11 kilometer sydväst om Leipzig. Stadskommunen har cirka 16 000 invånare.

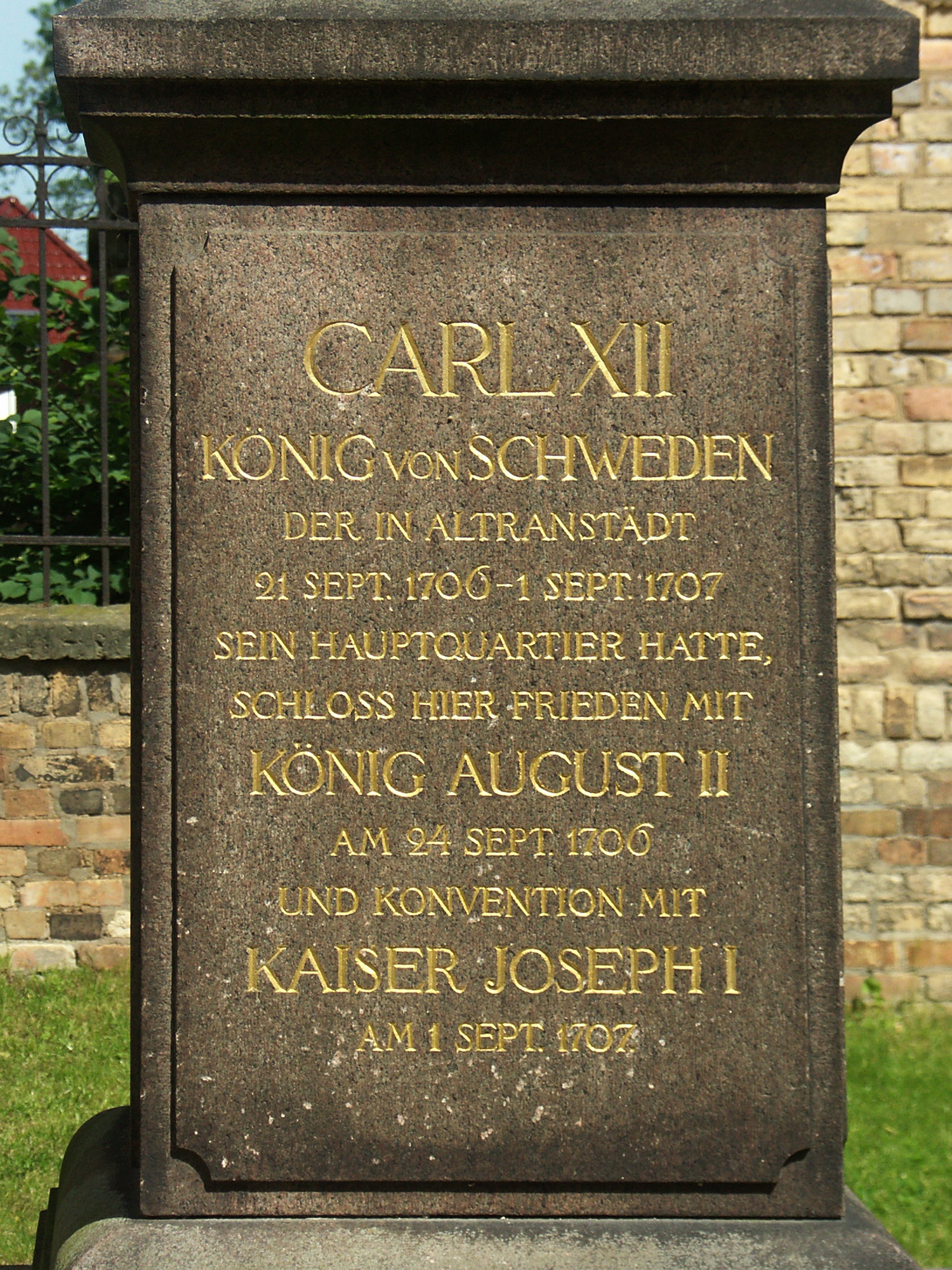
Minnesmärke över freden i Altranstädt 1706

## Historia
Markranstädt omnämns första gången i skrift 1285 och grundades antagligen som en bosättning tillhörande klostergodset Altranstädt. År 1287 omnämns staden som marknadsort och 1354 som småstad.
Ortnamnsledet -ran- tros syfta på att orten är byggd på bränd jord (jämför svenskans -ryd) och Ranstädt var ursprungligen namnet på dagens Altranstädt nära orten. Markranstädt blev då den nya orten med marknadsrättigheter.
Staden brandskattades 1633 under trettioåriga kriget av Henrik Holcks rytteri och bland annat brann då rådhuset och det lokala arkivet upp. En pestepidemi 1634 och nödåret 1639 ledde till en drastisk befolkningsminskning, och staden hade 1650 mindre än 150 invånare. I en storbrand 1671 förstördes 31 hus i staden, och först i början av 1700-talet kunde staden återhämta sig.
Slottet i Altranstädt var 1706 till 1707 högkvarter för den svenske kungen Karl XII, och blev därför under denna tid ett viktigt politiskt maktcentrum i norra Europa. Här slöts också freden i Altranstädt som en separatfred i Stora nordiska kriget, mellan Sverige och den sachsisk-polske kungen August den starke.
Den 23 juli 1807 övernattade Napoleon i staden och därefter åter den 19 oktober 1813, då han efter Slaget vid Leipzig övernattade på värdshuset Zum Rosenkranz. Staden drabbades åter svårt av slagets följder för civilbefolkningen i området.
I slutet av 1800-talet blomstrade stadens industri, och bland annat fanns här en stor körsnärsverksamhet samt maskinfabriker. Staden hade dessutom en bilfabrik, Markranstädter Automobilfabrik, och ett bryggeri, där det i början av 1900-talet välkända märket Markranstädter Pilsener tillverkades.
Under Nazityskland förföljdes och fängslades oppositionella i staden. Den 11 mars 1933 mördades kommunisten Oswald Jäckel av medlemmar av SA. Till hans minne döptes under DDR-tiden den nuvarande Krakauer Strasse om efter honom.
Under senare år har flera mindre grannorter slagits samman med Markranstädts kommun; Frankenheim och Lindennaundorf (1997), Kulkwitz (1999), Priesteblich (2000) och Großlehna (2006).

### Fotnoter
1. ↑  Alle politisch selbständigen Gemeinden mit ausgewählten Merkmalen am 31.12.2018 (4. Quartal) (på tyska), Statistisches Bundesamt, läs online, läst: 10 mars 2019.[källa från Wikidata]
2. ↑  Alle politisch selbständigen Gemeinden mit ausgewählten Merkmalen am 31.12.2023, Statistisches Bundesamt, 28 oktober 2024, läs online, läst: 16 november 2024.[källa från Wikidata]
3. ↑  ”Alle politisch selbständigen Gemeinden mit ausgewählten Merkmalen am 31.03.2020” (Excel). Statistisches Bundesamt. 2020. https://www.destatis.de/DE/Themen/Laender-Regionen/Regionales/Gemeindeverzeichnis/Administrativ/Archiv/GVAuszugQ/AuszugGV1QAktuell.xlsx?__blob=publicationFile. Läst 7 maj 2020.